# Schuir
 (octobre 2017).
Si vous disposez d'ouvrages ou d'articles de référence ou si vous connaissez des sites web de qualité traitant du thème abordé ici, merci de compléter l'article en donnant les références utiles à sa vérifiabilité et en les liant à la section « Notes et références ».
Schuir est un quartier de la ville  d'Essen, en Allemagne, qui compte 1421 habitants au 30 juin 2017, pour une superficie de 6,72 km².